# Габріель Суасо
Габріель Алонсо Суасо Урбіна (ісп. Gabriel Alonso Suazo Urbina, нар. 9 серпня 1997, Сантьяго, Чилі) — чилійський футболіст, захисник іспанського клубу «Севілья» та національної збірної Чилі.

## Ігрова кар'єра

### Клубна
Габріель Суасо є вихованцем столичного клубу «Коло-Коло». У жовтні 2015 року футболіст дебютував у пергій команді у чемпіонаті Чилі. Уже в дебютному для себе сезоні Суасо виграв з клубом чемпіонат та Кубок країни.
У січні 2023 року Суасо перейшов до стану французької «Тулузи». З якою вже весною виграв Кубок Франції.
12 липня 2025 року приєднався до складу іспанської «Севільї», підписавши угоду на три роки.

### Збірна
У 2017 році у складі молодіжної збірної Чилі Габріель Суасо брав участь у молодіжному чемпіонаті Південної Америки в Еквадорі.
Також провів сім матчів в олімпійській збірній Чилі.
У червні 2017 року у товариському матчі проти команди Буркіна-Фасо Габріель Суасо дебютував у складі національної збірної Чилі.

## Статистика виступів

### Статистика виступів за збірну
Станом на 1 лютого 2022 року
| Дата       | Місто        | Господарі | Результат | Гості        | Турнір            | Голи | Примітки |
| ---------- | ------------ | --------- | --------- | ------------ | ----------------- | ---- | -------- |
| 2-6-2017   | Сантьяго     | Чилі      | 3 – 0     | Буркіна-Фасо | товариський матч  | -    | 61'      |
| 11-11-2021 | Асунсьйон    | Парагвай  | 0 – 1     | Чилі         | Відбір до ЧС 2022 | -    | 85'      |
| 16-11-2021 | Сантьяго     | Чилі      | 0 – 2     | Еквадор      | Відбір до ЧС 2022 | -    | 28'      |
| 8-12-2021  | Остін        | Мексика   | 2 – 2     | Чилі         | товариський матч  | -    | 65'      |
| 11-12-2021 | Лос-Анджелес | Сальвадор | 0 – 1     | Чилі         | товариський матч  | -    |          |
| 27-1-2022  | Калама       | Чилі      | 1 – 2     | Аргентина    | Відбір до ЧС 2022 | -    | 46'      |
| 1-2-2022   | Ла-Пас       | Болівія   | 2 – 3     | Чилі         | Відбір до ЧС 2022 | -    |          |
| Усього     |              | Матчів    | 7         |              | Голів             | 0    |          |

## Титули
Коло-Коло
 Чемпіон Чилі: 2015 Апертура
 Переможець Кубка Чилі (3): 2016, 2019, 2021
 Переможець Суперкубок Чилі (3): 2017, 2018, 2022
Тулуза
 Переможець Кубка Франції: 2022/23